# Gesine Dreyer
Gesine Dreyer (* 13. Juli 1969 in Hamburg) ist eine deutsche Harfenistin.

## Leben
Sie hatte seit 1981 Unterricht bei Julie Hahn und gewann 1986 den 1. Preis beim Bundeswettbewerb Jugend musiziert und den Preis der Hamburger Philharmoniker. Ab 1986 studierte sie an der Hochschule für Musik und Theater Hamburg bei Julie Hahn, ab 1988 bei Maria Graf. Während des Studiums war sie Mitglied bei der 
Jungen Deutschen Philharmonie. 
1991 beendete sie das Studium und gewann den Förderpreis des Deutschen Hochschulwettbewerbs. Im Anschluss arbeitete sie als 
Harfenistin an der Oper Frankfurt, bevor sie 1993 Soloharfenistin beim Opernhaus Kiel wurde. Inzwischen arbeitet sie als freie Musikerin bei den norddeutschen Orchestern wie dem Opernhaus Kiel, dem Theater Lübeck, der Hamburgischen Staatsoper, der Deutschen Kammerphilharmonie Bremen und dem Orchester des Norddeutschen Rundfunks Hannover.
Neben der Tätigkeit im Orchester begann 1995 die erste Lehrtätigkeit an der Hochschule für Musik und Theater Hamburg, von 1997 bis 2001 als Vertretung der Harfenprofessur. Seit 2001 arbeitet sie als Dozentin für Haupt- und Nebenfachstudenten an der Musikhochschule Hanns Eisler, seit 2009 an der Musikhochschule Lübeck.
Ihr besonderes Interesse gilt neben der Orchesterarbeit auch den kleineren Besetzungen. Kammermusikalisch sind dies klassische Harfentrios mit Violine und Violoncello, aber auch moderner Musik. Für Manfred Stahnke spielte sie einige Uraufführungen von mikrotonaler Musik.
Jährlich ruft der Landesmusikrat Schleswig-Holstein das Instrument des Jahres aus. Im Harfenjahr 2016 konnte Gesine Dreyer als Schirmherrin gewonnen werden.